# المدخل الفقهي العام
المدخل الفقهي العام هو كتاب ألفه أستاذ الشريعة الإسلامية والقانون المدني الدكتور مصطفى أحمد الزرقا كتب فيه الأحكام الفقهية على المذهب الحنفي على طريقة القوانين الوضعية المتبعة. وذلك قبل إلغاء مجلة الأحكام العدلية وحلول قانون مدني جديد أجنبي الأصل عام 1949.
وقد قام المؤلف بتأليف هذا الكتاب كجزء من سلسلة كتب في الفقه الإسلامي والقانون. والتي هي كتاب الحق والالتزام والأموال والأشخاص، وكتاب عقد البيع، وكتاب نظرية الالتزام في الفقه الإسلامي وكتاب المدخل الفقهي العام.

وجاء في مقدمة الكتاب:
| المدخل الفقهي العام | وبعد، فإنَّ الأحكام المدنية لدينا ليست محصورة في مجموعة على نحو القوانين المدنية في الأمم الأخرى، وإنما القانون المدني لدينا في سَعَة البحر المحيط: فهو مجلة الأحكام العدلية المختارة من فقه المذهب الحنفي، ومن ورائها سائر الأحكام الفقهية المنثورة في كتب ذلك المذهب مما لا نص عليه في المجلة، ثم القاوانين التي تناولت كثيرًا من تلك الأحكام الفقهية بالنسخ أو التعديل. وهذه الأحكام الشرعية المدنية مما في كتب الفقه والمجلة لدينا لم تُعرض إلى اليوم بأسلوب البحث الموضوعي على نسق ما نشاهده في مؤلفات القانون المدني المهيأة للدراسة الجامعية في الأمم الأجنبية ككتب "جوسران" و"كابيتان" مثلًا في القانون المدني الفرنسي. | المدخل الفقهي العام |

## سبب تأليف الكتاب
أوضح المؤلف سبب تأليفه للكتاب بأن الكتب الفقهية المتوافرة تصلح أن تكون مدونات للمحاكم، أي أنها شرحٌ للقوانين الموجودة، ولكن لا يمكن استخدامها ككتب تعليمية في مجلة الأحكام العدلية الشرعية ومبادئها الفقهية لطلاب الحقوق في الجامعات. وباعتبارها أستاذ الشريعة الإسلامية والقانون المدني فقد رأى أنه من الضروري وجود هكذا كتاب يُدرس لطلاب الحقوق والشريعة. وأضاف في كتابه:
| المدخل الفقهي العام | ونحن بحاجة شديدة إلى كتب جديدة على طريقة البحث الموضوعي في أحكام المجلة ومبادئها الفقهية، لتصبح بالتبسيط والتركيز والتنسيق قريبة المتناول سهلة المأخذ على أفهام الطلاب وحفظهم حتى يتحقق في تأليف هذا العلم الدقيق الهام تمييز حسن بين الحاجة التعليمية في الجامعات والحاجة التطبيقية في المحاكم... وإني منذ أن عُهد إلي بتدريس الحقوق المدنية... وجهت همي وعقدت عزمي على أن أنه في عرض فقه المجلة تدريسًا وتأليفًا هذا المنهج الضروري اليوم... فشرعت في وضع هذا الكتاب المتسلسل عن الالتزامات والعقود في الفقه الإسلامي، لأفتح به جادةً جديدة لتدريس الحقوق المدنية في البلاد السورية. | المدخل الفقهي العام |

وقد رأى المؤلف الفقه الإسلامي في ترتيبه وتبويبه متأخرًا عن الفقه الحديث، فأخذ على نفسه نقل الفقه الإسلامي نقلةً واحدةً عبر القرون من العصر العباسي إلى العصر الحديث.

فقال في ذلك:
| المدخل الفقهي العام | فالفقه الإسلامي ليس تراثًا نضعه في المتحف وننفض عنه الغبار لنعرضه على الزوار، بل هو فهم للشريعة الإلهية التي ارتضاها الله للناس. | المدخل الفقهي العام |

## مضمون الكتاب
يتضمن الكتاب 3 أقسام، وهي:
1. مقدمة تعريفية وتاريخية عن الفقه، فذكر مصادره الأساسية (القرآن والسنة والقياس والإجماع) والفرعية (الاستحسان والمصالح المرسلة والعرف) والترتيب التاريخي لهذه المصادر وتطور الفقه والأدوار التي مرَّ بها ومميزاته في كل دور، وجعل تلك الأدوار (الأطوار) سبعة أطوار، أولها عصر النبوة وآخرها عصر المجلة.
2. تقديم النظريات الفقهية الأساسية في مباني الأحكام، أهمها: نظرية الملكية وما يدخل تحتها من أسباب الملكية وتقسيم الملك وخصائص الملكية، ونظرية العقود وما يدخل تحتها، وهكذا، ونظرية الأهلية.
3. توضيح القواعد الكلية في الفقه مع شرح موجز لها.

## منهج المؤلف
للكتاب طبعات مختلفة، حاول المؤلف فيها تحسين الكتاب مرة إثر مرة. وكان منهجه في آخرها:
1. اتبع في الأحكام الفقهية في الكتاب المذهب الحنفي.
2. وضع المصادر الأصلية للأحكام التي يكتبها، وموقعها في تلك الكتب، مع استثناء المشهور من الأحكام التي لا تحتاج لوضع مصدرٍ لها.
3. تخريج الأحاديث النبوية.
4. ترتيب الكتاب على أقسام، والذي يتضمن مجموعةً من الأبواب، ويتضمن الباب مجموعةً من الفصول.
5. استخدام الرموز للاختصار: ومثل ذلك استخدامه لحرف الفاء كرمز للفصل، ويضع بعد ذلك أول رقمان أولهما يعود إلى الفصل والثاني للفقرة. مثل (ر: ف17/6) أي الفصل السابع عشر، الفقرة 6. واستخدام حرف الجيم كرمز لجزء الكتاب الذي يتضمن أجزاءً متعددة، واستخدام حرف الصاد كرمز للصفحة. وحرف القاف مع الميم (قم) رمزًا للقانون المدني السوري الجديد ورقم المادة المقصودة منه.
6. كتابة المصطلح الإسلامي بجانبه المصطلح القانوني، وذلك لتعليم الدارس المصطلحان، ويوسع دائرة ثقافته وعلمه.
7. استخدام الأسلوب التعليمي بعيدًا عن أسلوب الموسوعات.
8. كثرة الأمثلة الإيضاحية.
9. ذكر بعض القضايا والمسائل التفصيلية المتعمقة.
10. تتابع الفصول وإن فصلت بينها عناوين الأبواب، لما في ذلك من سهولةٍ ويسر في تتبع نقاط الكتاب. فمثلًا الباب الأول يبدأ بالفصلين الأول والثاني، ثم الباب الثاني يبدأ بالفصل الثالث إلى الثامن، ويبدأ الباب الثالث بالفصل التاسع...

## أهمية الكتاب ومقولات هامة فيه
ذكر الدكتور منير العجلاني في مجلة المجمع العلمي العربي عن الكتاب:
| المدخل الفقهي العام | يعد هذا الكتاب في نظرنا خير كتاب في التوطئة لدراسة مجلة الأحكام العدلية – القانون المدني العثماني القديم – وهو إلى ذلك دفاع مجيد عن عظمة الفقه الإسلامي. | المدخل الفقهي العام |

 وقد نبه إلى ورود 3 نصوص دولية تشيد بفكرة الكتاب بكتابة الفقه بلغة القانون، وهي:
1- القرار الذي اتخذه مؤتمر الحقوق المقارنة المنعقد بمدينة لاهاي عام 1937، والذي يتضمن 3 مبادئ:
- اعتبار الشريعة الإسلامية مصدرًا من مصادر التشريع العام.
- اعتبار الشريعة الإسلامية حية قابلة للتطور.
- اعتبار الشريعة الإسلامية تشريعًا قائمًا بذاته ليس مأخوذًا من غيره.
2- القرار الذي اتخذه مؤتمر المحامين الدولي عام 1948، والذي يعترف بما في التشريع الإسلامي من مرونة، وما له من شأن.
3- القرار الذي اتخذه مجمع الحقوق المقارنة الدولي المنعقد في باريس عام 1951 والذي أشاد بقيمة مبادئ الفقه الإسلامي، وثروة المفاهيم والمعلومات في اختلاف المذاهب الفقهية، والتعجب بين ما يحكى عنه وما هو صحيح.